# Salicylan fenylu
Salicylan fenylu (salol, łac. Phenylis salicylas FP VI, syn. Salolum, Phenylum salicylicum, Phenylium salicylicum, ang. Phenyl salicylate) – organiczny związek chemiczny z grupy estrów. Jest to ester fenylowy kwasu salicylowego. Salol nie jest ujęty w Farmakopei Europejskiej. Wymagania jakościowe określają Farmakopee narodowe danego kraju lub inne dokumenty normatywne. W Polsce na stan obecny (2021) wymagania jakościowe dla surowca farmaceutycznego określa monografia szczegółowa salicylanu fenylu ujęta w Farmakopei Polskiej VI (2002).
Stosowany w medycynie jako lek odkażający przewód pokarmowy i drogi moczowe, a także w leczeniu biegunek bakteryjnych oraz nieżycie jelit
Spośród dostępnych dawniej wielu preparatów prostych i złożonych (Salolum tabl. 0,5g  subst. pro receptura, Salotannal tabl. (salol 0,3g + tannalbina 0,3g), Salolum cum Extracto Belladonnae tabl. (salol 0,5g  + wyciąg z pokrzyku wilczej jagody 15 mg) jedynym zarejestrowanym i produkowanym w Polsce (2018) jest lek Urosal tabletki – preparat złożony, zawiera po 300 mg  metenaminy (urotropiny) oraz salolu..
Salol został otrzymany (1886) i wprowadzony (1887) do leczenia zakażeń układu moczowego przez Marcelego Nenckiego.  Na skalę przemysłową syntetyzowany różnymi metodami, m.in. przez ogrzewanie kwasu salicylowego z fenolem, w obecności trichlorku fosforu

Dawki maksymalne (dosis maxima): jednorazowa (pro dosi) 1 g, dobowa (pro die) 3 g.

## Właściwości chemiczne
Salol wykazuje reaktywność charakterystyczną dla fenoli: ulega reakcji dimeryzacji, nitrozowania i diazowania. W reakcji z FeCl3  daje związek kompleksowy o fioletowym zabarwieniu.